# Große Erbsenmuschel
Die Große Erbsenmuschel (lateinisch Pisidum amnicum) ist eine Muschel aus der Gattung der Erbsenmuscheln der Familie Sphaeriidae.

## Beschreibung
Obwohl die Exemplare der Art nur 9 mm groß sind, sind sie doch erheblich größer als die meisten Erbsenmuschelarten. Sie hat eine konzentrisch, geriffelte, glänzende Schale. Der Umbo der Muschel ist breit aber nicht hervorstehend. Die Farbe ist grauweiß bis braun mit einem grünlichen Schimmer.

## Lebensweise
Wie alle Erbsenmuscheln sind sie eilebendgebärend. Es handelt sich um Zwitter, die sich auch teilweise selbstbefruchten. Die Eier reifen im Muttertier heran und erreichen vor oder kurz nach der Geburt die Geschlechtsreife. Teilweise sind sie bei der Geburt bereits trächtig.
Mithilfe ihres beweglichen Fußes graben sie sich in Sedimente ein.

## Verbreitungsgebiet
Ursprüngliches Verbreitungsgebiet ist Paläarktis. Die Art wurde in den Nordosten von Nordamerika (Große Seen) eingeführt.
- Tschechien: Gefährdet[4]
- Slowakei:
- Deutschland: Stark gefährdet[5] in Sachsen ist sie vom Aussterben bedroht.[3]
- Dänemark
- Finnland
- Island
- Norwegen
- Schweden
- Großbritannien
- Irland[6]

Die Erbsenmuschel benötigt sauberes, kalziumreiches Wasser.